# Collegium Adama Wrzoska w Poznaniu
Collegium Adama Wrzoska w Poznaniu – budynek zlokalizowany w Poznaniu, przy ul. Rokietnickiej 7. Patronuje mu prof. Adam Wrzosek.

## 1994–2018
W latach 1994–2018 nazwę Collegium Adama Wrzoska nosił wieżowiec zlokalizowany przy ul. Dąbrowskiego 79 w Poznaniu, który pierwotnie służył jako biurowiec Wiepofamy. 
Był on zajmowany m.in. przez Uniwersytet Medyczny im. Karola Marcinkowskiego. 
Do 2014 w budynku znajdowała się główna siedziba poznańskiego oddziału Głównego Urzędu Statystycznego. 
Budynek posiada 13 pięter, a jego wysokość to 53,5 metra. W marcu 2016 uczelnia poinformowała o złym stanie budynku oraz następującej wyprowadzce z obiektu administracji i jednostek naukowo-dydaktycznych. Z uwagi na szacunkowe koszty remontu wartości 35 mln zł przyjęto możliwość wyburzenia wieżowca. 
Na parterze budynku, przy wejściu znajduje się tablica pamiątkowa poświęcona prof. Adamowi Wrzoskowi.

## Od 2018
28 marca 2018 Senat Uniwersytetu Medycznego im. Karola Marcinkowskiego w Poznaniu na mocy uchwały nadał budynkowi przy ul. Rokietnickiej 7 w Poznaniu, w którym zlokalizowane jest Centrum Symulacji Medycznej, nazwę „Collegium Adama Wrzoska”.